# Tào Đoan phi
Tào Đoan phi (chữ Hán: 曹端妃; ? – 1542), là một phi tần được đắc sủng của vua Minh Thế Tông thời nhà Minh trong lịch sử Trung Hoa. Tào thị vì có liên đới trong sự kiện Nhâm Dần cung biến nên bị Phương Hoàng hậu cho xử lăng trì ngay sau đó.

## Cuộc đời
Đoan phi họ Tào, là con gái của Tào Tế (曹濟), một quan chức ở Vô Tích, tỉnh Giang Tô ngày nay. Không rõ Tào thị nhập cung vào năm nào, chỉ biết bà được sơ phong là Thục nữ (淑女).
Năm Gia Tĩnh thứ 14 (1535), Tào Thục nữ được gia phong làm Đoan tần (端嬪), cha bà được phong làm Cẩm y vệ Phó thiên hộ (錦衣衛副千戶). Liền năm sau đó (1536), Đoan tần hạ sinh hoàng trưởng nữ Chu Thọ Anh, tức Thường An Công chúa, được tấn làm Đoan phi (端妃). Ngày đầy tháng của hoàng nữ, Thế Tông cho tổ chức một bữa yến tiệc xa hoa để quần thần chúc tụng.
Năm thứ 18 (1539), Đoan phi hạ sinh người con thứ hai, là hoàng tam nữ Chu Lộc Trinh, tức Ninh An Công chúa. Đoan phi bị xử tử, hoàng nữ Lộc Trinh được Trang Thuận Hoàng quý phi nuôi dưỡng.

## Nhâm Dần cung biến
Năm Gia Tĩnh thứ 21 (1542), Thế Tông ngự ở cung của Tào Đoan phi. Đám cung nữ nhân đó lấy dây siết cổ Thế Tông, ý định ám sát nhà vua nhưng không thành. Một cung nữ tên Trương Kim Thúy đã báo chuyện động trời này đến Phương Hoàng hậu, kế hậu của Thế Tông, hoàng hậu liền cho người bắt toàn bộ đám cung nữ. Hoàng hậu nhân đó khép tội Tào Đoan phi và Vương Ninh tần là những kẻ chủ mưu nên đã hạ lệnh lăng trì toàn bộ cả hai cùng đám cung nữ kia.
Khi Thế Tông tỉnh dậy, mới biết rằng Đoan phi đã bị hoàng hậu xử tử, nhưng ông không thể làm gì dù biết bà bị oan. Năm Gia Tĩnh thứ 26 (1547), cung Khôn Ninh của Phương Hoàng hậu gặp hỏa hoạn, các thái giám xin vua phái quân tới cứu hoàng hậu nhưng Thế Tông làm lơ, vì thế mà hoàng hậu chết trong biển lửa. Có lẽ vì vụ án Nhâm Dần năm xưa mà nhà vua vẫn còn oán hận hoàng hậu.